# Javier Pareja Rodríguez
Javier Pareja Rodríguez (Miraflores, Lima, Perú, 22 de marzo de 1983) Deportista profesional de Taekwondo ITF reconocido internacionalmente. Fue elegido por la prensa peruana como uno de los deportistas más destacados del 2008 y reconocido por el Salón de la Fama de Taekwondo como competidor destacado en abril del 2009 en Nueva Jersey - EUA. Participa en las categorías de 50- 57 kg. Tiene 28 años.

## Biografía
Javier Pareja Rodríguez nació en Lima, Perú, el 22 de marzo de 1983. Estudió en el exclusivo en el colegio La Inmaculada y universidad Alas Peruanas. Pertenece a la Federación Internacional de Taekwondo (ITF) y al Instituto Peruano de Taekwon-Do Internacional (www.taekwondo.com.pe),  considerada la única federación que practica el taekwondo original en el Perú.
Inició su carrera deportiva en el Taekwondo ITF a los 8 años de edad. Es discípulo y entrena con el Grand Master Enrique Deacon Villanueva IX Dan, quien fue discípulo del Gran Maestro General Choi Hong Hi, fundador de este arte marcial; Enrique Deacon Villanueva también es Miembro del Comité Ejecutivo ITF, Presidente del Comité de Ética y Disciplina de la ITF, Secretario General del Consejo Panamericano de Taekwon-Do (PTC) y Presidente del Instituto Peruano de TaekwonDo Internacional (IPTI).
Desde temprana edad tuvo una afición por los deportes, lo cual lo llevó a dedicarse a las Artes Marciales, que a diferencia del deporte, estudia e incorpora en la vida del practicante, principios y filosofía de vida que lo condujo por la senda correcta, así fue que forjó su carácter y disciplina.
Ha obtenido varias medallas en los torneos que ha participado destacándose en su categoría. El más importante de sus logros hasta el momento ha sido el tercer puesto en el 15.º Mundial de Taekwondo ITF  (medalla de bronce), con lo cual el Perú accedió por primera vez a un podio en un campeonato mundial en el Taekwon-Do Original fundado por el Gran Maestro Gen. Choi Hong Hi.
Actualmente es cinturón negro IV Dan, COACH de PERU y miembro del equipo nacional en la categoría Veteranos Taekwondo ITF del Perú. e Instructor en:
- Dojang principal del Perú (Mu-Shim Dojang)[5]
- Colegio Markham
- Colegio Leon Pinelo
- Academia "Taekwon-Do Hwarang Dojang"

## Trayectoria
Inició sus primeras clases en la Escuela Mu-Shim, escuela principal del Taekwon-Do en el Perú afiliada al Instituto Peruano de Taekwondo Internacional, ubicado en el distrito de Surco en Lima. Siendo entrenado en un inicio (1991) por el Maestro Enrique Deacon Villanueva. A finales del 1991 por motivos de viaje acompañando al Gen. Choi Hong Hi, el Maestro Enrique Deacon lo deja a cargo del Sabumnim Enrique Blondet V Dan (quien en ese tiempo era cinturón rojo punta negra). En 1994 Javier es puesto a entrenar con Sabum Viviana Villamonte IV Dan actualmente (que en ese tiempo era punta negra). Ese año (1994 ) tuvo su primer torneo nacional y gana la pelea contra un oponente que le llevaba una cabeza y media tamaño, de mayor cinturón así como mayor edad que él; asiste al seminario del Fundador del Taekwon-Do en Lima y obtiene el cinturón amarillo.
En 1999, a la edad de 16 años en su segundo torneo Nacional gana la Copa al Mejor Competidor: “Categoría Juvenil” XIX Torneo Clausura I.P.T.I. a nivel nacional. Su primer torneo de cinturón negro fue el panamericano de taekwondo ITF realizado en Mar de Plata, Argentina donde alcanza la medalla de bronce en lucha individual hasta 53 kg y medalla de plata en tul (formas) por equipos. Dos años después ganaría la medalla de oro en lucha individual hasta 50 kg en el Sudamericano de Taekwondo ITF en Tarija - Bolivia. De allí hacia delante ha ido ganando en cada campeonato donde ha participado. Siendo el Campeonato Mundial de TaekwonDo ITF en Bled – Eslovenia donde obtuvo su mayor logro internacional obteniendo la medalla de bronce en lucha en la categoría hasta 50kg. Siendo por primera vez que un deportista de taekwondo coloque el nombre de Perú en el cuadro medallero mundial, ya que otros representantes peruanos de taekwondo del estilo WTF lo han hecho a nombre de Estados Unidos. El siguiente año ganaría la medalla de oro en el Panamericano de taekwondo ITF en Chile. Obtiene dos grandes victorias en el año 2009 ganando la medalla de oro en el Torneo Intercontinental de taekwondo ITF en Ottawa, Canadá y en los Juegos Panamericano de taekwondo ITF. De nuevo defiende el título de campeón Sudamericano en la categoría de 57 kg, logrando nuevamente imponerse en el primer lugar en Colombia. Lo mismo ocurre con los Juegos Panamericanos del 2011 realizados en Granada, obteniendo la medalla de oro.

## Enlaces de interés
Entrevista RPP Noticias
www.taekwondo.com.pe
www.javierpareja.com
https://m.facebook.com/taekwondolamolina?ref=bookmark

## Logros internacionales
| Año  | Evento                                | Lugar                    | Puesto | Estilo           | Categoría | Puesto | Estilo       | Puesto | Estilo           |
| ---- | ------------------------------------- | ------------------------ | ------ | ---------------- | --------- | ------ | ------------ | ------ | ---------------- |
| 2004 | Juegos Panamericanos                  | Mar de Plata ()          | 3.º    | Lucha individual | 53 kg     |        |              |        |                  |
| 2006 | Juegos Suramericanos                  | Tarija ()                | 1.º    | Lucha individual | 50 kg     | 1.º    | Tul (Formas) |        |                  |
| 2007 | Campeonato Mundial                    | Bled Eslovenia           | 3.º    | Lucha individual | 50 kg     |        |              |        |                  |
| 2007 | Juegos Panamericanos                  | Tarija ()                | 2.º    | Lucha individual | 50 kg     | 2.º    | Tul (formas) |        |                  |
| 2008 | Juegos Suramericanos                  | Santiago Chile           | 1.º    | Lucha individual | 50 kg     | 1.º    | Tul (formas) | 1.º    | Defensa personal |
| 2009 | Torneo intercontinental               | Ottawa ()                | 3.º    | Lucha individual | 57 kg     | 1.º    | Tul (formas) |        |                  |
| 2009 | Juegos Panamericanos                  | Yauco Puerto Rico        | 3.º    | Lucha individual | 50 kg     | 1.º    | Tul (formas) | 2.º    | Defensa personal |
| 2010 | Juegos Suramericanos                  | Bogotá ()                | 2.º    | Lucha individual | 57 kg     | 1.º    | Tul (formas) | 1.º    | Defensa personal |
| 2011 | Juegos Panamericanos de Taekwondo ITF | St George Granada        | 1.º    | Lucha individual | 50 kg     | 1.º    | Tul (formas) | 1.º    | Defensa personal |
| 2011 | Campeonato Mundial Taekwondo ITF      | Pionyang Corea del Norte | 8.º    | Lucha individual | 50 kg     |        |              | 7.º    | Defensa personal |
| 2012 | Juegos Suramericanos                  | Lima Perú                | 1.º    | Lucha individual | 57 kg     | 1.º    | Tul (formas) | 1.º    | Defensa Personal |
| 2013 | Juegos Panamericanos de Taekwondo ITF | Rosario Argentina        | 2.º    | Lucha individual | 57 kg     | 2.º    | Tul (formas) | 2.º    | Defensa Personal |

- Datos: Q5928081